# The Lone Gunmen
The Lone Gunmen è una serie televisiva statunitense, spin-off di X-Files, che ha come protagonisti tre hacker chiamati Pistoleri Solitari (in originale Lone Gunmen), personaggi ricorrenti nella serie originaria: Melvin Frohike (Tom Braidwood), John Fitzgerald Byers (Bruce Harwood) e Richard "Ringo" Langly (Dean Haglund).
Il nome originale del trio (e della serie) deriva dalla teoria sull'uccisione di John Fitzgerald Kennedy formulata dalla Commissione Warren, che indicava in una sola persona (un "lone gunman") l'esecutore dell'omicidio del presidente Kennedy.
Il primo episodio, trasmesso il 4 marzo 2001, racconta dell'organizzazione, ad opera di una parte del Governo degli Stati Uniti, di un autoattentato, al fine di giustificare una guerra e di conseguenza rinvigorire il mercato delle armi.
L'attentato consiste nel telecomandare un aereo di linea verso il World Trade Center (un episodio molto simile a quello che accadrà circa sei mesi più tardi, l'11 settembre 2001).
Dopo un inizio promettente la serie è stata cancellata dopo soli tredici episodi, l'ultimo dei quali terminante con un cliffhanger, che viene parzialmente risolto nell'episodio Modifica genetica della nona stagione di X-Files, inserito anche nel DVD della serie pubblicato negli Stati Uniti e nel Regno Unito.
Fanno la loro apparizione come guest star Mitch Pileggi nel ruolo di Walter Skinner (nell'episodio 11 The Lying Game) e  David Duchovny nel ruolo di Fox Mulder (nell'episodio 13 All About Yves).
In Italia la serie è inedita.

## Episodi
| Stagione       | Episodi | Prima TV USA | Prima TV Italia |
| -------------- | ------- | ------------ | --------------- |
| Prima stagione | 13      | 2001         | inedita         |

## Parallelismo con l'attentato dell'11 settembre
L'episodio pilota della serie racconta di un aereo che sarebbe dovuto scontrarsi con il World Trade Center di New York. Andato in onda sei mesi prima dell'attentato dell'11 settembre, nell'episodio viene descritta una fazione segreta all'interno del governo degli Stati Uniti che complotta per dirottare a distanza un Boeing 727 in modo che si schianti contro il World Trade Center. Il movente dell'atto, definito "auto-attentato", è quello di aumentare il bilancio militare del Dipartimento della difesa, accusando paesi stranieri di essere i mandanti dell'attentato. L'attacco viene sventato dai protagonisti che, a bordo dell'aereo, disattivano il pilota automatico pochi secondi prima che l'aereo raggiunga l'obiettivo.